# Finalmente ho conosciuto il conte Dracula...
Finalmente ho conosciuto il conte Dracula... è il trentottesimo album in studio della cantante italiana Mina, pubblicato nell'ottobre 1985 dalla PDU con distribuzione EMI Italiana.

## Descrizione
Per la prima volta nella discografia della cantante, e sarà sempre così fino a Olio del 1999, anche il formato compact disc (PDU CDP 7462812/22) è immediatamente disponibile il giorno della pubblicazione dell'album insieme a musicassetta (PDU PMA 747/48 e 7462814) e long playing.
In linea con la tradizione, la prima edizione su 33 giri e CD è stampata con i due dischi in un'unica confezione non divisibile; in seguito i due volumi saranno venduti separatamente. L'elenco delle tracce rimane comunque lo stesso su tutti i tipi di supporto. Rimasterizzato su CD nel 2001 (PDU 5363792).
Mina continua il progetto cronologico musicale per la trasmissione Trent'anni della nostra storia, anche se il terzo ciclo di quest'ultima andrà in onda solo l'anno seguente, privilegiando questa volta cover di canzoni straniere degli anni 70, anche se sono presenti un paio di grandi classici italiani.
Pubblicato dalla EMI Records in Grecia (due cassette 777 7811744, due LP 777 7811741) e in Argentina nel 1985 (un solo disco LP contenente una selezione di canzoni) con titolo Finalmente he conocido al conde Dràcula e copertina diversa.
Il brano Mio di chi è firmato da Vanera, che altro non è che uno degli pseudonimi di Pasquale Panella, famoso per essere l'autore dei brani dell'ultimo periodo di Lucio Battisti.

## Tracce
Disco / CD 1 - Cover
1. Just the Way You Are – 5:28 (Billy Joel; edizioni musicali CBS Song)
2. You're So Vain – 4:55 (Carly Simon; edizioni musicali Radio Record)
3. Killing Me Softly with His Song – 4:16 (testo: Charles Fox – musica: Norman Gimbel, Charles Fox; edizioni musicali April)
4. Eloise – 5:54 (Paul Ryan; edizioni musicali RCA)
5. My Sharona – 4:07 (testo: Berton Averre – musica: Doug Fieger, Berton Averre; edizioni musicali Warner Bros.)
6. Poster – 4:50 (testo: Claudio Baglioni – musica: Claudio Baglioni, Antonio Coggio; edizioni musicali RCA)
7. If You Leave Me Now – 3:31 (Peter Cetera; edizioni musicali Jubal)
8. How Deep Is Your Love – 4:24 (Barry Gibb, Robin Gibb, Maurice Gibb; edizioni musicali Chappell)
9. Eppur mi son scordato di te – 3:30 (testo: Mogol – musica: Lucio Battisti; edizioni musicali Acqua azzurra)

Disco / CD 2 - Inediti
1. You Are My Love – 3:51 (Marisa Terzi; edizioni musicali PDU)
2. Mi mandi rose (Todo prosa) – 4:00 (testo: Cristiano Malgioglio – musica: Antônio Gilson Porfírio "Agepê"; edizioni musicali D.R.)
3. Senza umanità – 4:30 (Anselmo Genovese; edizioni musicali PDU)
4. Dopo il cielo – 3:55 (Vittorio De Scalzi; edizioni musicali Chappell, PDU)
5. Nei miei occhi – 5:23 (testo: Riccardo Borghetti – musica: Franco Serafini; edizioni musicali Jubal, PDU)
6. Spara – 5:05 (testo: Massimiliano Pani – musica: Vittorio De Scalzi, Beppe Quirici; edizioni musicali Chappel, PDU)
7. C'aggio a ffà – 4:27 (testo: Massimiliano Pani – musica: Massimiliano Pani, Angelo Sotgiu; edizioni musicali PDU, Sette Note)
8. Questione di feeling (feat. Riccardo Cocciante) – 4:15 (testo: Mogol – musica: Riccardo Cocciante; edizioni musicali Boventoon BV, L'Altra Metà)
9. In autostrada – 4:17 (Renato Arrouh; edizioni musicali Intingo, PDU)
10. Mio di chi – 3:28 (testo: Aldo Donati, Vanera – musica: Aldo Donati, Roberto Fia; edizioni musicali RCA, PDU)

## Versioni tracce
- Eppur mi son scordato di te

versione Live TV '72 vedi Signori... Mina! vol. 1, medley con Lucio Battisti a Teatro 10
- Senza umanità

Duetto intitolato La fiera delle vanità con Mondo Marcio, vedi Nella bocca della tigre

## Arrangiamenti
Disco 1
- Massimiliano Pani

Disco 2
- Vince Roll - brani 1-4 e 10
- Giovanni Tommaso - brani 5-7 e 9
- Paul Buckmaster e Riccardo Cocciante - Questione di feeling

## Formazione
- Mina – voce, cori
- Giovanni Tommaso – basso
- Claudio Bazzari, Giorgio Cocilovo, Paolo Gianolio, Marco Rinalduzzi – chitarra
- Ellade Bandini, Walter Scebran – batteria e percussioni
- Riccardo Biseo, Danilo Rea, Roberto Zanaboni, Mario Robbiani – tastiera
- Massimiliano Pani – chitarra e cori
- Bruno De Filippi – armonica
- Gustavo Bregoli, Demo Morselli – tromba
- Moreno Fassi – trombone
- Piero Cassano, Samuele Cerri, Andy Surdi, Sam Trevino – cori
- Nuccio Rinaldis – Tecnico del suono

## Successo commerciale
Trainato dal singolo Questione di feeling, cantata in coppia con Riccardo Cocciante, sigla della trasmissione tv Pentatlon di Mike Bongiorno, ma anche dall'interessante selezione di brani esteri riproposti e da inediti di indiscutibile qualità musicale, l'album registra la seconda posizione nella classifica settimanale e la 16ª nelle vendite annuali del 1985.

## Classifiche

### Classifiche settimanali
| Classifica (1985) | Posizione massima |
| ----------------- | ----------------- |
| Italia            | 2                 |

### Classifiche di fine anno
| Classifica (1985) | Posizione |
| ----------------- | --------- |
| Italia            | 16        |